# Agostino Barelli

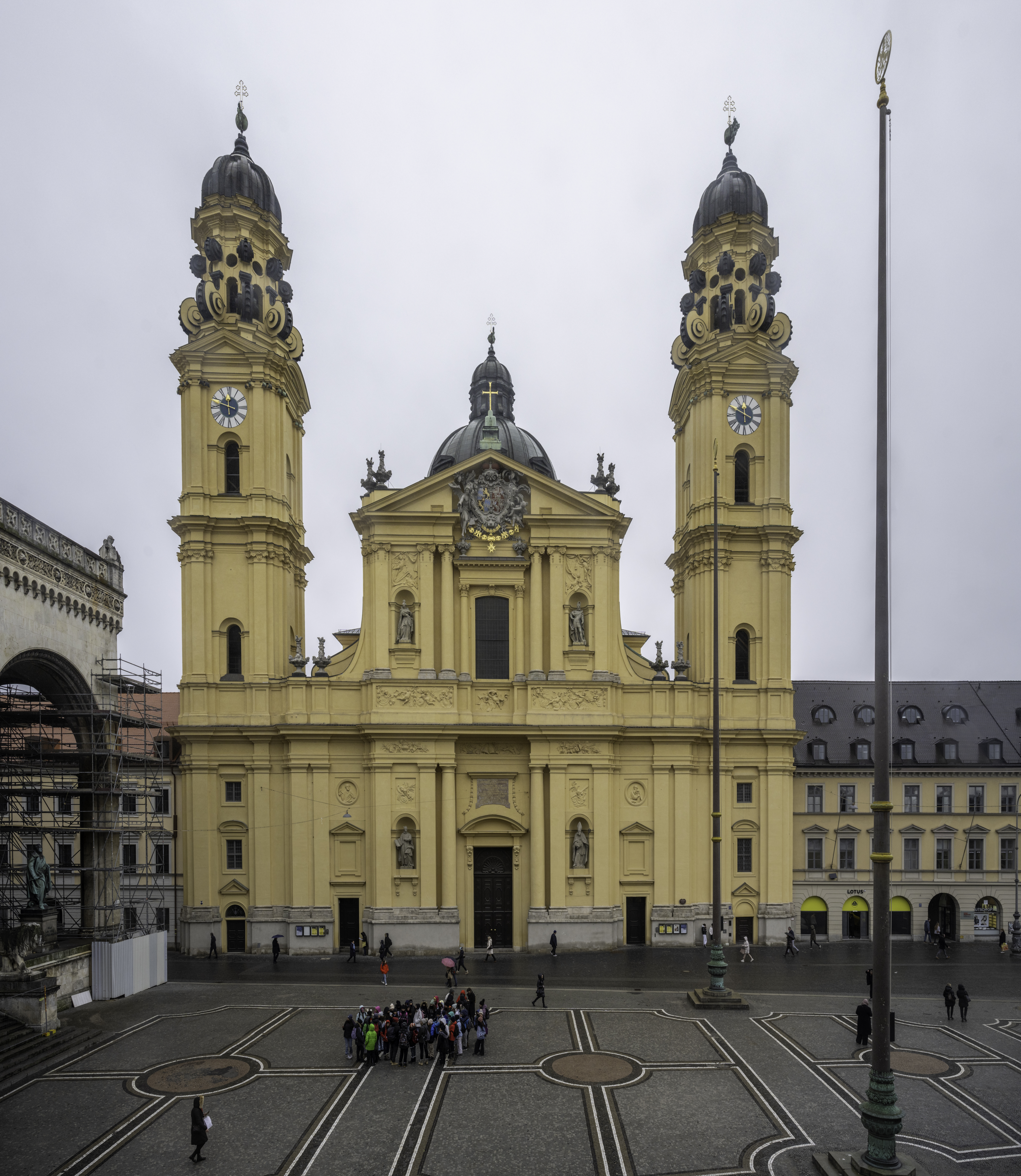
Theatinerkirche em Munique

Agostino Barelli (Bolonha, 1627 – Bolonha, 1687) foi um arquiteto italiano.

## Vida
Barelli foi arquiteto do príncipe-eleitor Ferdinand Maria e sua mulher Henriette Adelaide de Savoya em Munique. Barelli projetou a Theatinerkirche. Morreu aproximadamente com 60 anos de idade em Bolonha.